# Limburg meridional
|  | Per a altres significats, vegeu «Limburg». |

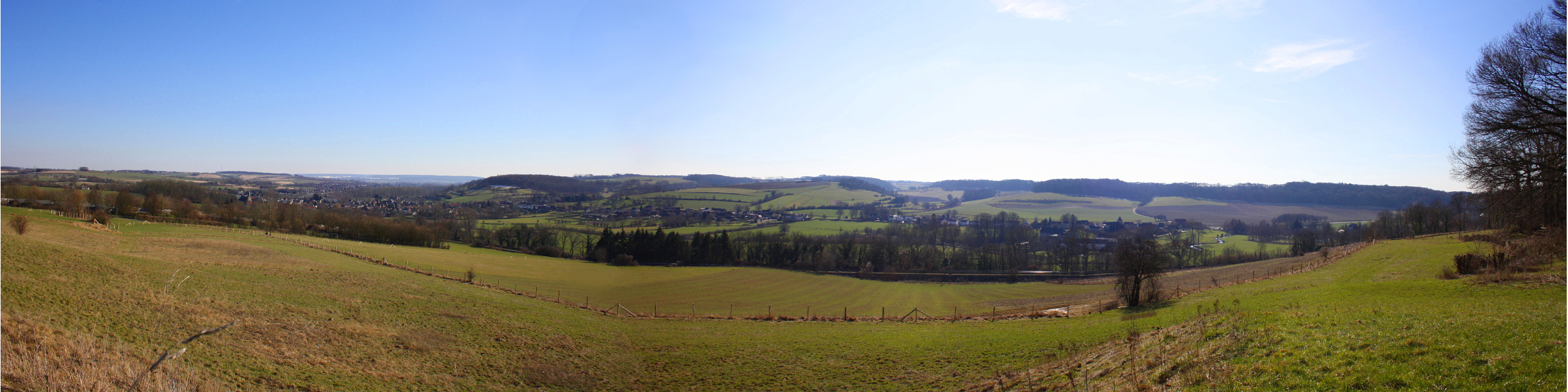
Turons al Limburg meridional

Limburg meridional (en neerlandès: Zuid-Limburg, en limburguès: Zui-Limburg o Zuud-Limburg) és una regió estadística (COROP) així com un landstreek (subregió) situada a la província de Limburg (Països Baixos). Pel terme holandès landstreek, literalment "àrea/regió" s'entén que la zona no és una regió administrativa, sinó una àrea que mostra la cohesió pel que fa a la cultura i el paisatge. Pel que fa al Limburg meridional es caracteritza pel seu paisatge accidentat, especialment al Heuvelland regió, congosts, l'abundància de castells i el limburguès hi és parlat per una part significativa de la població juntament amb el neerlandès. La regió també conté el punt més alt sobre el nivell del mar als Països Baixos continentals, el Vaalserberg (322,5 m). El punt més alt del regne dels Països Baixos és el mont Scenery (877 m) a l'illa de Saba.
Endemés, la regió del Limburg meridional s'estén una mica més al nord de Roermond i forma part constitutiva de l'Euroregió Mosa-Rin

## Regió Maastricht-Meerssen

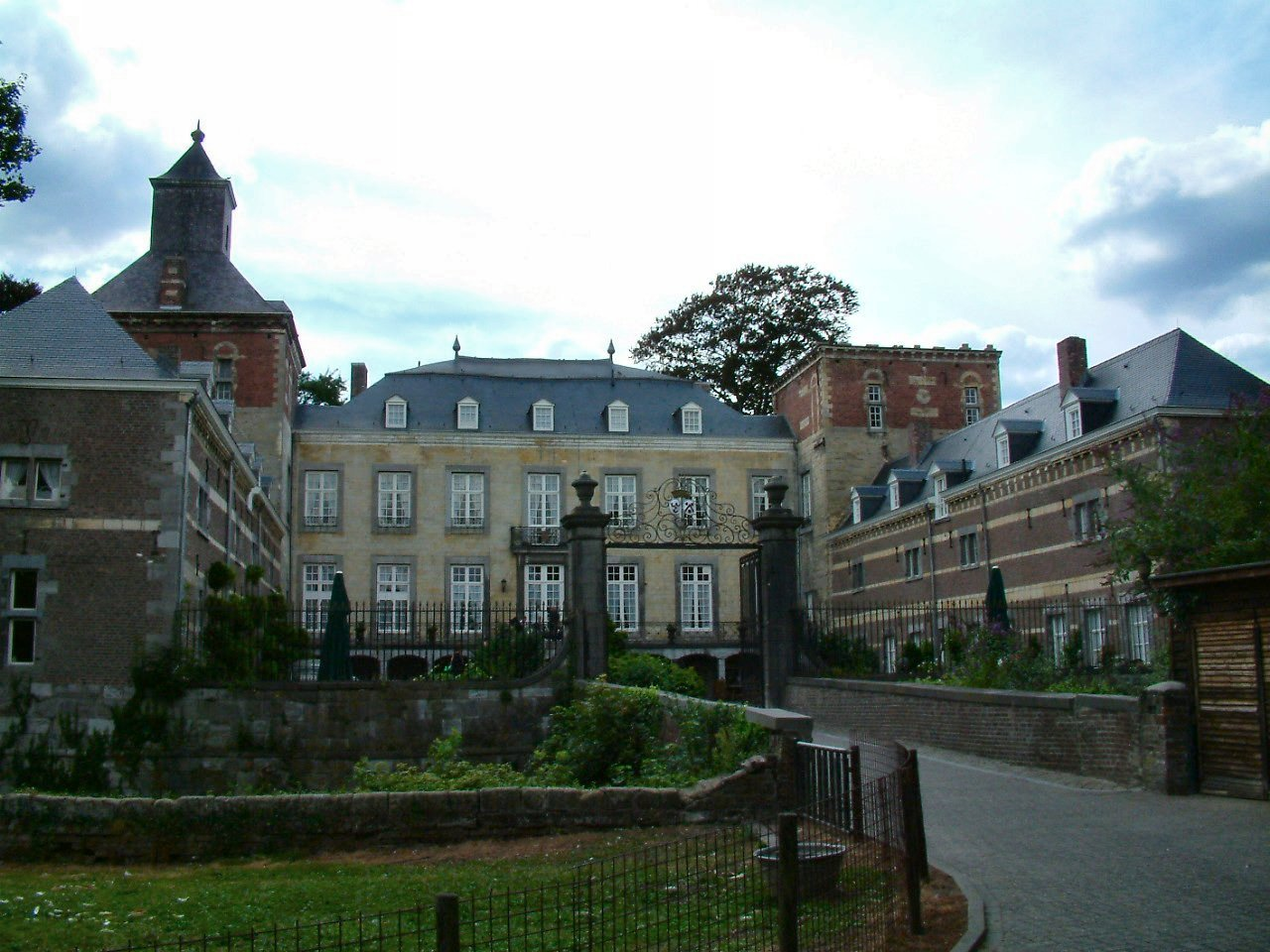
Castell de Borgharen a Borgharen dins la regió.

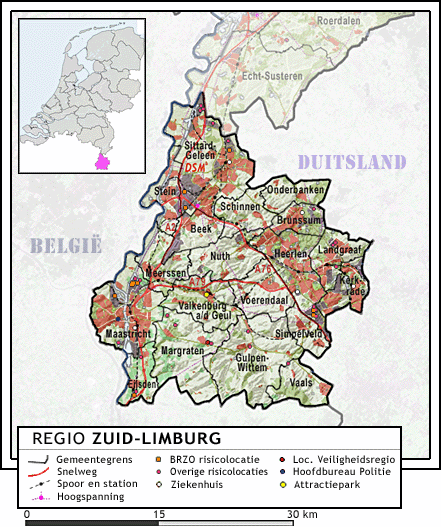
Mapa de situació del Limburg meridional

La regió Maastricht-Meerssen (neerlandès: Landgoederenzone Maastricht - Meerssen) és el nom de l'àrea que s'estén des de la part septentrional de Maastricht fins al sud de Meerssen que es caracteritza per un gran nombre d'hisendes. L'àrea és travessada per tres rius (Mosa, Geul i Kanjel). La majoria de les hisendes han estat construïdes (o renovades) durant el segle xix per l'industrial de Maastricht Petrus Regout i els seus descendents. S'ha plantejat el desafiament dels darrers anys en transformar la regió en una àrea d'esbarjo perquè l'A2 i diversos ferrocarrils travessen la zona i l'àrea industrial de Beatrixhaven.
La regió s'estén per sis barris de Maastricht:
- Amby: casa Withuishof, casa Gravenhof, casa Severen, casa Hagenhof (o Tiendschuur van Amby) i el castell Geuselt
- Nazareth: castell Mariënwaard (La Grande Suisse), villa Petite Suisse i villa Kruisdonk
- Limmel: castells Bethlehem i Jerusalem
- Meerssenhoven: castell Vaeeshartelt i Meerssenhoven i villa Klein Vaeshartelt
- Itteren*:casa Hartelstein
- Borgharen*: castell de Borgharen i casa Wiegershof

(* algunes publicacions no inclouen a la regió Itteren ni Borgharen)
I a Meerssen:
- Weert: casa Weerterhof i villa Zonnevang
- Rothem: molí IJzeren Molen

## Municipis
Limburg meridional és format per aquests municipis administratius (gemeentes):
| - Beek - Brunssum - Eijsden-Margraten - Gulpen-Wittem - Heerlen - Kerkrade - Landgraaf - Maastricht (capital del Limburg neerlandès) - Meerssen |  | - Nuth - Onderbanken - Schinnen - Simpelveld - Sittard-Geleen - Stein - Vaals - Valkenburg aan de Geul - Voerendaal |